# Miguel Díaz-Canel
Miguel Díaz-Canel Bermúdez (Santa Clara, 1960. április 20. –) kubai politikus, 2018. április 19. óta az ország elnöke. Osvaldo Dorticós Torrado 1976-ban történt leváltása óta először nem egy Castro ül az elnöki székben. Vele ér véget hivatalosan a Castro-korszak, de Díaz-Canel megválasztásával Raúl Castro nem távozott teljesen a közéletből.

## Élete
Családja Asztúriából vándorolt Kubába.
Édesanyja Aída Bermúdez iskolai tanár, Édesapja Miguel Díaz-Canel gépész volt.
Villamosmérnöki diplomáját a Las Villas-i Központi Egyetemen szerezte 1982-ben és ezt követően a kubai hadseregben szolgált. 1987-ben Nicaraguában nemzetközi küldetést végzett a Villa Clara Fiatal Kommunista Szövetség első titkáraként.

## Politikai pályája
1993-ban Díaz-Canel elkezdett dolgozni a Kubai Kommunista Párttal, és egy évvel később a Villa Clara tartomány tartományi pártbizottság első titkárává választotta (regionális kormányzóval egyenértékű pozíció).
A posztban jó hírnévnek örvendett, amely idő alatt LMBT jogokat is támogatta.
2003-ban ugyanabba a pozícióba választották meg a Holguín tartományban. Ugyanebben az évben megválasztották a Kubai Kommunista Párt Központi Bizottság tagjának.
Díaz-Canelt 2009 májusában nevezték ki a felsőoktatási miniszternek, amely tisztséget 2012. március 22-ig látott el.
2013. február 24-től Kuba alelnöke lett.
2018. április 18-án a nemzetgyűlés Kuba elnökévé választotta. Díaz-Canelt a tisztségre az ország kormánya választotta ki, egyetlen jelöltként.
Miután 2021. április 16-án Raúl Castro lemondott tisztségéről, április 19-én Díaz-Canelt választották meg a Kubai Kommunista Párt első titkárává.

### Elnökként
Elemzők szerint Díaz-Canel a megválasztása után gazdasági reformokat tervez, ám Kuba társadalmi berendezkedése várhatóan változatlan marad.